# Dicranomyia lindsayi
Dicranomyia lindsayi är en tvåvingeart som beskrevs av Alexander 1924. Dicranomyia lindsayi ingår i släktet Dicranomyia och familjen småharkrankar. Inga underarter finns listade i Catalogue of Life.